# Bruce Sutter
Pour les articles homonymes, voir Sutter.
Howard Bruce Sutter né le 8 janvier 1953 à Lancaster en Pennsylvanie et mort le 13 octobre 2022 à Cartersville en Géorgie, est un lanceur de relève droitier ayant joué 12 saisons dans les Ligues majeures de baseball de 1976 à 1988. Il a été élu en 2006 au Temple de la renommée du baseball.
Considéré comme l'un des meilleurs stoppeurs de l'histoire, Sutter a réussi 300 sauvetages pour les Cubs de Chicago, les Cardinals de Saint-Louis et les Braves d'Atlanta. Il a remporté le trophée Cy Young du meilleur lanceur de la Ligue nationale en 1979 et le trophée du releveur de l'année en quatre occasions. Il compte six sélections pour le match des étoiles.

## Carrière

### Cubs de Chicago
Bruce Sutter est drafté en 1970 par les Senators de Washington mais ne s'entend pas pour un contrat avec cette équipe. Il signe avec les Cubs de Chicago en 1971 et fait ses débuts dans les majeures en 1976. À sa saison recrue, il maintient une moyenne de points mérités de 2,70 en 52 sorties et inscrit les 10 premiers sauvetages de sa carrière.
À sa seconde saison, en 1977, il maintient sa meilleure moyenne de points mérités en carrière (1,34 en 62 parties et 107,1 manches lancées). Il réussit 31 sauvetages, le second plus haut total de la Ligue nationale. Le 8 septembre 1977, il retire sur des prises trois frappeurs consécutifs des Expos de Montréal (Ellis Valentine, Gary Carter et Larry Parrish) en seulement 9 lancers, le minimum possible. Il est le 19e lanceur de l'histoire des majeures à accomplir cet exploit. Le retrait de Parrish, qui met fin au match, permet à Sutter d'égaler un record des majeures pour un releveur avec 6 retraits sur des prises consécutifs. Du 1er juin au 2 octobre 1977, Sutter enregistre au moins un retrait sur des prises dans 39 apparitions consécutives en relève, un record du baseball majeur qui n'est battu qu'en 2014 par Aroldis Chapman.
Après une saison de 27 sauvetages en 1978, Bruce Sutter remporte en 1979 le trophée Cy Young du meilleur lanceur, une récompense rarement accordée à un releveur, avec une moyenne de 2,22 et un sommet dans les majeures de 37 sauvetages. Ce total égale le record de la Ligue nationale pour une saison, record partagé par Clay Carroll (1972) et Rollie Fingers (1978).
Sutter domine la Ligue nationale pour les victoires protégées avec 28 en 1980.

### Cardinals de Saint-Louis

Bruce Sutter en 1988 avec les Cardinals.

Le 9 décembre 1980, Bruce Sutter est échangé aux Cardinals de Saint-Louis pour Leon Durham, Ken Reitz et Ty Waller.
Il domine la Nationale avec 25 sauvetages en 1981 dans une saison écourtée par la grève des joueurs. Il atteint le total de 36 sauvetages, un sommet dans toutes les majeures, en 1982. Au cours de la saison, il fracasse le record (depuis battu) de la Ligue nationale pour le plus grand nombre de sauvetages en carrière, dépassant les 194 réussis par Roy Face.
Il protège une des victoires des Cards contre Atlanta en Série de championnat de la Ligue nationale, puis deux autres en Série mondiale 1982 remportée par Saint-Louis sur Milwaukee. Il enregistre d'ailleurs le dernier retrait du 7e match de la finale.
Son total de victoires protégées chute à 21 en 1983 mais en 1984, il se classe encore premier dans les majeures avec 45, égalant la marque des majeures établie par Dan Quisenberry de Kansas City l'année précédente. Le record sera battu par Dave Righetti (46 sauvetages) des Yankees de New York dès 1986 mais Sutter conserve la marque de la Ligue nationale et celle de la franchise des Cardinals jusqu'aux 47 sauvetages de Lee Smith pour Saint-Louis en 1991.

### Braves d'Atlanta
Sutter signe comme agent libre avec les Braves d'Atlanta avant la saison 1985. Il y enregistre 40 sauvetages en 3 saisons. Absent du jeu en 1987, il se retire après la saison 1988.

## Palmarès
Bruce Sutter a lancé 1042 manches et un tiers en 512 parties dans les Ligues majeures, toutes en relève. Comme il est fréquent pour un releveur, il affiche un dossier victoires-défaites perdant (68-71) mais se retire avec exactement 300 sauvetages. Sa moyenne de points mérités en carrière est de seulement 2,83 et il a réussi 861 retraits sur des prises.
Au moment de la retraite, il occupait le 3e rang de l'histoire pour les sauvetages, derrière Rollie Fingers (341) et Rich Gossage (302).
- Gagnant du trophée Cy Young dans la Ligue nationale (1979).
- Nommé quatre fois releveur de l'année dans la Ligue nationale (1979, 1981, 1982, 1984).
- Sélectionné 6 fois pour le match des étoiles (1977-1981, 1984).
- A mené 5 fois les majeures et 3 fois la Ligue nationale pour les sauvetages durant la saison.
- Gagnant de la Série mondiale 1982 avec les Cardinals de Saint-Louis.
- Élu au Temple de la renommée du baseball en 2006.
- Son numéro d'uniforme 42 a été retiré par les Cardinals de Saint-Louis[6] (à noter que le #42 avait été retiré dans l'ensemble de la ligue quelques années plus tôt pour honorer Jackie Robinson).

## Temple de la renommée
La route vers le Temple de la renommée du baseball fut longue pour Sutter, qui y a été élu à sa 13e année d'éligibilité, obtenant enfin en 2006 le pourcentage de votes requis (75 % des bulletins remplis) pour y être admis.
Intronisé en tant que membre des Cardinals de Saint-Louis, il est le seul joueur élu au Panthéon cette année-là, mais la cérémonie d'entrée honore aussi 17 anciens membres de la Ligue des Noirs, un circuit de baseball datant de l'époque de la ségrégation raciale aux États-Unis.
S'il n'est pas le premier releveur ou stoppeur élu au Panthéon, il est cependant le premier lanceur admis à n'avoir jamais été employé comme lanceur partant durant son passage dans les majeures.
À la cérémonie honorant la venue de l'ancien stoppeur étoile à Cooperstown, plusieurs anciennes vedettes telles Ozzie Smith et Johnny Bench portent des fausses barbes, en guise de clin d'œil au look arboré par Sutter durant sa carrière.

## Vie personnelle
Le fils de Bruce Sutter, Chad, un receveur, a été drafté en 23e ronde en 1999 par les Yankees de New York,. Il n'a cependant jamais atteint la Ligue majeure.